# Antropocosmismo
L'antropocosmismo, parola composta dal prefisso antropo-, dal greco άνθρωπος ànthropos (uomo), e da κόσμος kósmos (ordine, universo ordinato), è definito da Valerij Nikolaevič Sagatovskij  «filosofia dell'armonia in sviluppo».
Nell'accezione più ristretta del termine, nell'antropocosmismo c'è un riferimento diretto alla corrente filosofica russa del cosmismo, sviluppata da vari autori tra i quali Nikolai Fedorovic Fedorov, Pavel Florensky, Nikolai Berdyaev, Vladimir Vernadsky, Konstantin Ėduardovič Ciolkovskij.

## L'Antropocosmismo nel sistema filosofico di Valerij Nikolaevič Sagatovskij
Alla base della concezione antropocosmica di Sagatovskij vi sono i seguenti enunciati:
1. La speculazione filosofica non è altro che una visione d'insieme di idee sul mondo, sull'uomo e sulla relazione uomo-mondo.
2. Per poter presentare una concezione del mondo in grado di offrire un modo di risolvere gli attuali problemi globali, la filosofia deve effettuare una sintesi degli aspetti positivi dello sviluppo delle precedenti correnti filosofiche superando le antitesi speculative del passato e ricercandone la reciproca complementarità.
3. Questa sintesi consiste nei seguenti punti:
  1. Il principio che gli attributi dell'uomo sono radicati negli attributi dell'essere in generale sia esso materia, spirito o anima.
  2. L'esistenza umana quindi è qualcosa che è sempre in relazione con un'altra cosa.
  3. L'integrità dell'essere: ogni essere è l'unità delle tre realtà (oggettiva, soggettiva e trascendente). Questi tipi della realtà non sono riducibili l'uno ad altro e si distinguono per le modalità di costituzione e per il ruolo svolto nell'insieme inscindibile dell'essere. In questo modo si possono superare in una sintesi superiore le antitesi del materialismo e dell'idealismo soggettivo e oggettivo.
  4. In questo modo l'ontologia, l'antropologia, la teoria della conoscenza, l'assiologia, l'etica, l'estetica vengono unificate armonicamente nell'attività umana nei confronti del mondo e dell'uomo stesso.[3].